# Касимов, Юсуф Ибад оглы
Юсу́ф Иба́д оглы́ Каси́мов (Хаси́мов) (азерб. Yusif İbad oğlu Qasımov; 1 сентября 1896, г. Сальяны, Джеватский уезд, Бакинская губерния, Российская империя — 15 ноября 1957, Баку, Азербайджанская ССР, СССР) — деятель ВКП(б), 2-й секретарь Восточно-Сибирского областного комитета ВКП(б). Входил в состав особой тройки НКВД СССР.

## Биография
Юсуф Ибад оглы Касимов член РКП(б) с 1918 года. Работал секретарём ЦК КП(б) Азербайджана. В 1934 году от ленинградской партийной организации избирался делегатом «Съезда победителей» — XVII съезда ВКП(б). В апреле 1936 г. избран первым секретарём Ленинского райкома ВКП(б) г. Ленинграда.
В июне-сентябре 1937 года работал 2-м секретарём Восточно-Сибирского областного комитета ВКП(б). Этот период отмечен вхождением в состав особой тройки, созданной по приказу НКВД СССР от 30.07.1937 № 00447 и участвовал в организации сталинских репрессий. Однако через два месяца сам был арестован.

## Завершающий этап

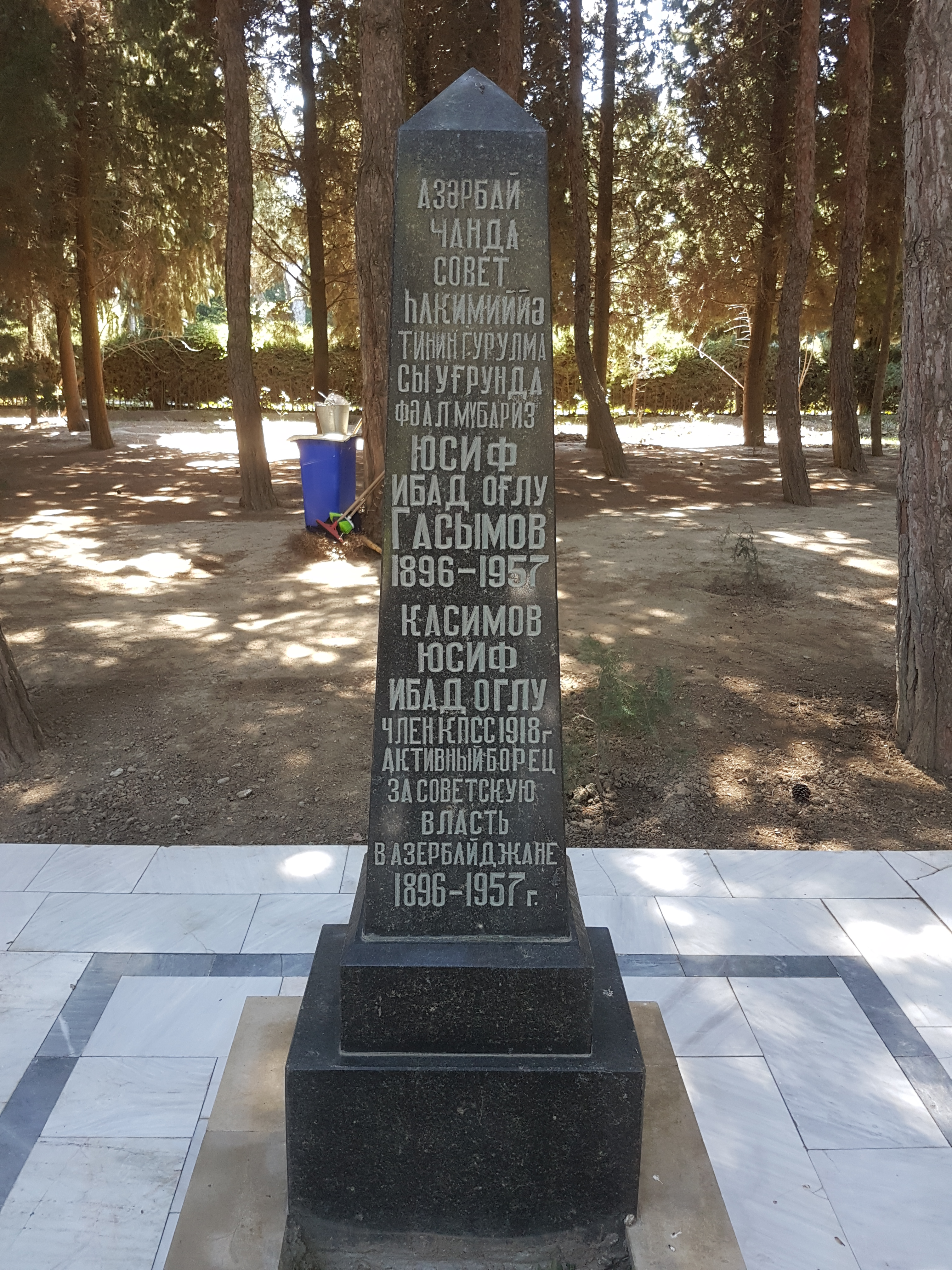
Могила Юсуфа Касимова

Арестован 24 сентября 1937 года. Обвинялся по статьям 58-1а, 58-8, 58-11 УК РСФСР, как участник антисоветской организации правых в Ленинграде. Упомянут в обвинительном заключении по делу первого секретаря Ленинградского горкома ВКП(б) А. И. Угарова, опубликована запись очной ставки с Угаровым, на которой подтвердил показания о его антисоветской деятельности. По сталинским спискам от 19 апреля 1938 года подлежал ВМН, однако, 21 апреля 1938 года ВКВС СССР назначил 20 лет ИТЛ. Удалось выжить и незадолго до окончания срока, в 1955 году, был реабилитирован за отсутствием состава преступления:132.
Похоронен в г. Баку на Аллее почетного захоронения.